# حبيل اسود (تعز)
حبيل اسود هي إحدى قرى الجمهورية اليمنية. تتبع جغرافيا لمحافظة تعز وإداريًا لمديرية التعزية. يبلغ تعداد سكانها 3746 نسمة حسب الإحصاء الذي أجري عام 2004.